# هلام وارتون

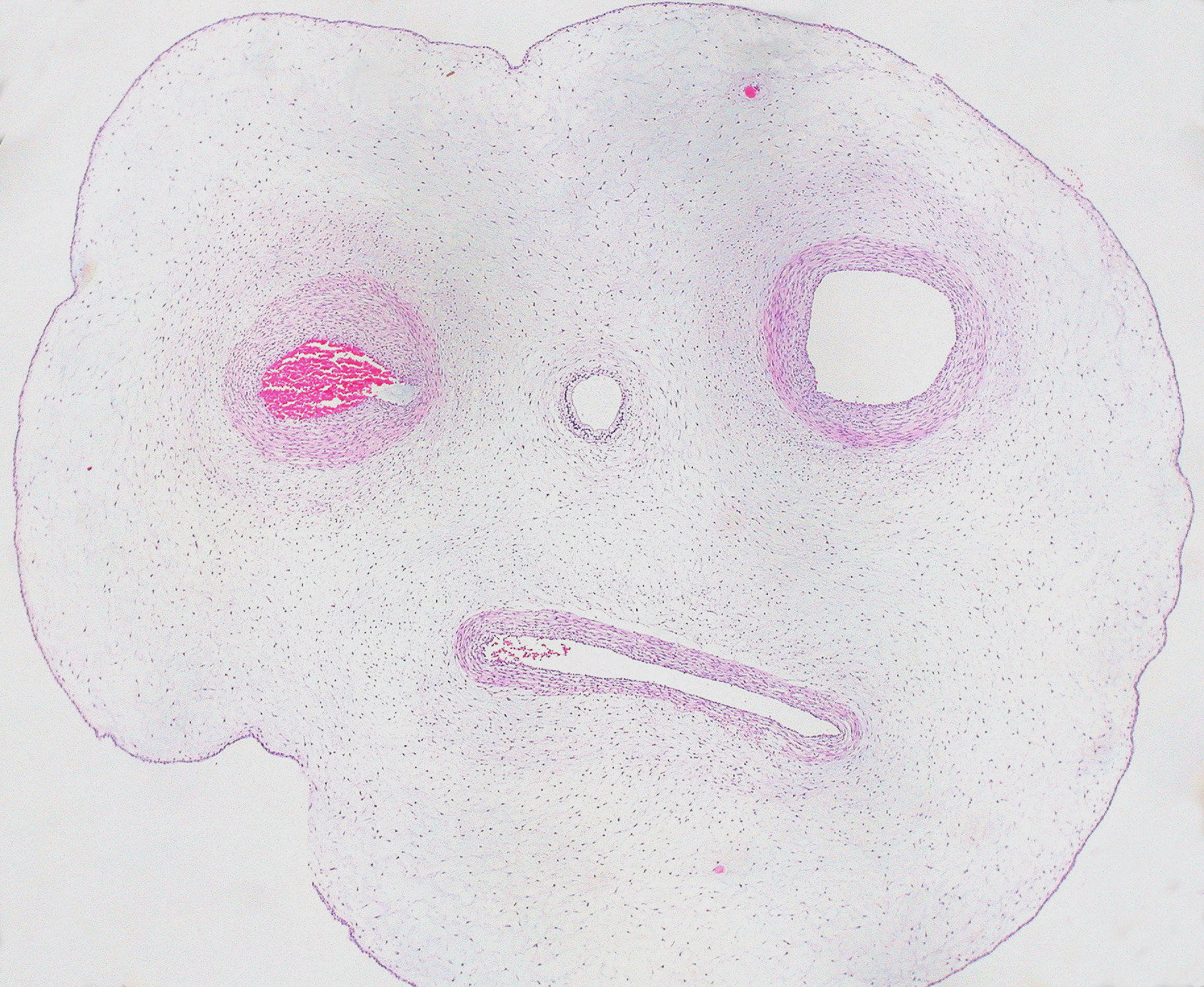

هُلام وارتون أو المادّة الهُلاميّة المُكوّنة للحبل السُّرِّي و هي المادة الهلامية الموجودة في الحبل السري وكذلك في الجسم الزجاجي في العين والذي يتكوّن بشكل أساسي من عديدات السكريات المخاطية (حمض الهيالورونيك، سلفات الكوندرويتين) كما يتكون من خلايا ليفية والخلايا الأكولة الكبيرة. وهُلام وارتون مستَمد من طبقة الأديم المتوسط خارج الجنين.

## انسداد الحبل السري
حسبَ كوْن هُلام وارتون نسيجاً مخاطيّاً فهو يقوم بحماية وعزل الأوعية الدموية الموجودة في الحبل السرى فإنّ كونهُ مخاطياً يجعله يتغير عند التعرُّض لدرجات الحرارة وبالتبعيّة يحدث تقوُّض للمحتويات الداخلية للحبل السُّرّي. ومن ثَمَّ يحدُث انسداد فسيولوجي للحبل السري بعد الولادة بمتوسط خمس دقائق.

## الخلايا الجذعية
الخلايا الموجودة في هلام وارتون يمكنها التعبير عن جينات الخلايا الجذعية والتي من ضمنها التيلوميريز والتي يمكن استخلاصها وزراعتها وأيضاً تحفيزها لإنتاج خلايا ناضجة مثل الخلايا العصبية.
لذا هلام وارتون هو مصدر محتمل للخلايا الجذعية للبالغين.(انظر أيضا الطريقة الأكثر شيوعا لتخزين دم الحبل السري).
قد يكون للخلايا الجذعية الوسيطة المشتقة من هلام وارتون تأثيراً مناعياً على الخلايا الليمفاوية.
في دراسة أُجرِيَت حديثاً أظهرت زراعة أنسجة هلام وارتون أنها قادرة على الحد من إصابات الدماغ كما أن لها احتملات علاجية مُتوقّعة.

## تعليل سبب التسمية
يُسَمّى هُلام وارتون بهذا الاسم نسبةً إلى الطبيب الإنجليزى وعالم التشريح توماس وارتون(1614-1673) الذي قام لأول مرة بوصف تلك المادة الهلامية في بحثٍ قام بنشره تحت عنوان «أدينوجرافيا» والتي تعنى وصف جميع غُدد الجسم والذي قام بنشره لأول مرة في عام 1656.